# Musawat

Flaga partyjna

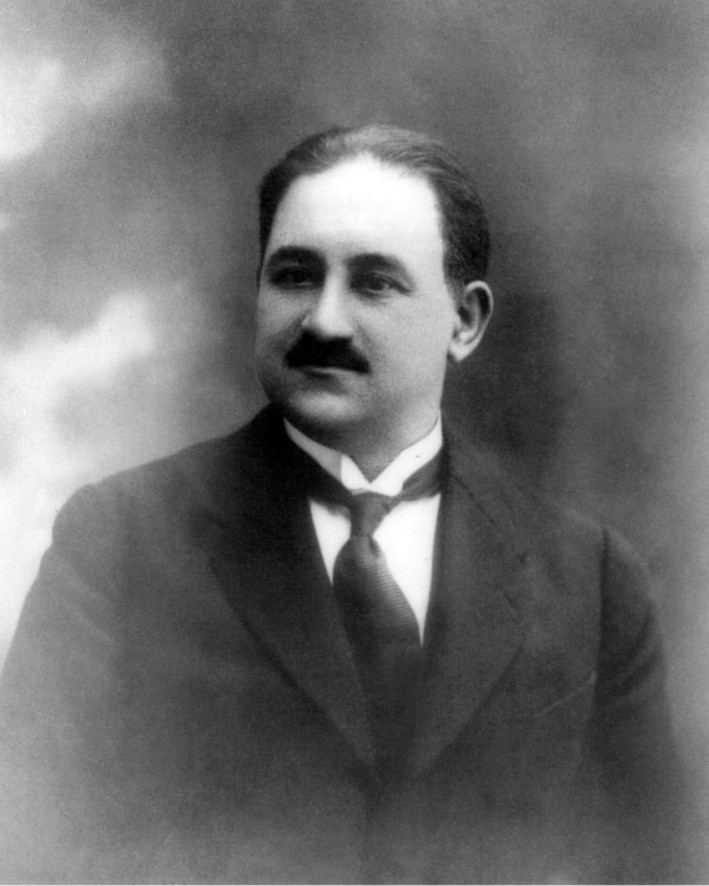
Məmmədəmin Rəsulzadə

Musawat, w języku azerskim Müsavat (dosł. Równość) – azerbejdżańska partia polityczna, początkowo odwołująca się do koncepcji panislamskich, następnie odgrywająca wiodącą rolę w ruchu narodowowyzwoleńczym Azerów pod panowaniem rosyjskim.

## Historia partii
Organizacja została założona w 1911 przez grupę dawnych działaczy partii Hümmət, rozczarowanych porażką rewolucji 1905 roku w Rosji, zainspirowanych natomiast rewolucją konstytucyjną w Iranie. Jej nazwa odwoływała się do postulatu nadania muzułmanom równych praw politycznych oraz do jedności wszystkich wyznawców islamu. Większość sympatyków partii pochodziła z Baku. Pierwszym przywódcą partii został dawny działacz i współzałożyciel Hümmətu Məmmədəmin Rəsulzadə. Nowoczesną partią polityczną stała się w 1917 dzięki połączeniu z organizacją Difai z Gandży; przyjęto wówczas nazwę Turecka Partia Federalistów Musawat. W partii wyraźne były dwa skrzydła: lewe, utożsamiane z dawną organizacją bakijską oraz prawe, grupujące działaczy z Gandży. Obie frakcje przyjmowały jako fundament swojej ideologii laicki nacjonalizm turecko-azerski, federalizm (chęć utworzenia federacyjnego państwa razem z innymi narodami Zakaukazia, także w ramach demokratycznej Rosji), różniły się natomiast w kwestiach społecznych i gospodarczych, w tym w sprawie ewentualnej reformy rolnej. Musawat był największą azerską partią polityczną przełomu drugiej i trzeciej dekady XX stulecia, jednak nie uzyskał w społeczności zakaukaskich muzułmanów tak monopolistycznej pozycji, jak Armeńska Federacja Rewolucyjna wśród Ormian czy mienszewicy wśród Gruzinów. W listopadzie 1917 na listy Musawatu oddanych zostało 615 tys. głosów w wyborach do rosyjskiej Konstytuanty. Przewaga nad drugą w kolejności partią, Muzułmańskim Blokiem Socjalistycznym, była ogromna i wyniosła 346 tys. głosów.
Po rozpędzeniu Konstytuanty przez bolszewików Musawat poparł zwołanie Sejmu Zakaukaskiego i utworzenie Zakaukaskiej Demokratycznej Republiki Federacyjnej, chociaż już wtedy część przywódców partii miała nadzieję na utworzenie niepodległego Azerbejdżanu na ziemiach Azerbejdżanu rosyjskiego, irańskiego oraz Dagestanu. Musawat sprzeciwiał się wcieleniu Zakaukazia do Turcji z powodu wyższego poziomu rozwoju cywilizacyjnego regionu osiągniętego w latach jego przynależności do Rosji. Po rozpadzie Zakaukaskiej Demokratycznej Republiki Federacyjnej po nieco ponad miesięcznym istnieniu, 26 maja 1918, partie azerskie utworzyły Azerbejdżańską Radę Narodową i 28 maja proklamowały niepodległość Azerbejdżanu.
W parlamencie niepodległego Azerbejdżanu, powstałym poprzez rozszerzenie składu Azerbejdżańskiej Rady Narodowej, Musawat, mimo swojej popularności, dysponował mniej niż połową mandatów i nie był w stanie sformować stabilnego rządu (w ciągu dwóch lat funkcjonowania azerskiej republiki powstało pięć gabinetów). W demokratycznym Azerbejdżanie Musawat nadal opowiadał się za koncepcją federalistyczną, widząc w niej gwarancje przetrwania dla państwa tworzonego przez naród tak nieliczny, jak azerski. Jako partnerów w ewentualnej federacji dopuszczano nie tylko inne państwa zakaukaskie (współpraca z którymi była jednak niemożliwa z uwagi na ich wzajemne konflikty), ale i Turcję, Iran, jak również Rosję (niezależnie od tego, kto zwyciężyłby w wojnie domowej). Drugą koncepcją, na której zbudowany był program polityczny Musawatu, był azerski nacjonalizm.
28 kwietnia 1920 Azerbejdżan został podbity przez Armię Czerwoną, a rząd kierowany przez polityka Musawatu Nəsiba bəya Yusifbəylego obalony. W Rosji Radzieckiej partia mogła legalnie działać do 1923, jednak działalność prowadziło wyłącznie skrzydło lewicowe, gdyż liderzy frakcji prawicowej emigrowali po upadku niepodległego Azerbejdżanu. Działacze partii zostali poddani represjom ze strony Czeka, wielu z nich trafiło do łagru w dawnym Monasterze Sołowieckim. Ostatecznie w 1923 Musawat przestał istnieć, oficjalnie z powodu rozwiązania przez władzę radziecką problemów narodowościowych w regionie. Partia kontynuowała natomiast działalność na emigracji, przede wszystkim w Turcji, Iranie, niektórzy działacze znaleźli się w Polsce. Wspieranie azerskiej emigracji związanej z Musawatem było częścią polskiego ruchu prometejskiego.
W czasie wielkiej czystki w ZSRR prawdziwi lub domniemani sympatycy Musawatu zostali poddani masowym represjom.
Do tradycji Musawatu nawiązuje partia działająca w Azerbejdżanie po upadku ZSRR, do 1992 – Partia Frontu Ludowego Azerbejdżanu „Musawat”, która opiera swój program na koncepcjach liberalnych, modernizacyjnych, pantureckich, sytuując się wśród ugrupowań centroprawicowych.